# Arthur Herbert Copeland
Arthur Herbert Copeland (* 22. Juni 1898 in Rochester, New York; † 6. Juli 1970) war ein US-amerikanischer Mathematiker.
Copeland studierte am Amherst College (Bachelor-Abschluss 1921) und wurde 1926 an der Harvard University bei Oliver Kellogg über Kreisel promoviert (Studies on the gyroscope). 1922/23 war er Instructor in Harvard und von 1924 bis 1928 an der Rice University. 1928 wurde er Assistant Professor an der University of Buffalo und 1929 an der University of Michigan, an der er 1937 Associate Professor und 1943 Professor wurde. 1968 wurde er emeritiert.
Er befasste sich mit Analysis und Anwendungen in der Mechanik, aber vor allem mit Grundlagen der Wahrscheinlichkeitstheorie. Außerdem veröffentlichte er über Boolesche Algebren mit Anwendung in der Wahrscheinlichkeitstheorie und beriet die US Navy.
Die Copeland-Erdős-Zahl ist nach ihm und Paul Erdős benannt (gemeinsame Veröffentlichung 1946) – beide bewiesen, dass sie eine Normale Zahl ist.
1935/36 war er Guggenheim Fellow. Er war Fellow des Institute of Mathematical Statistics. Zu seinen Doktoranden gehörte Howard Raiffa.
Er war seit 1925 mit Dorothy Eleanor West verheiratet und hatte mit ihr einen Sohn: Arthur Herbert Copeland Jr., Professor für Mathematik an der University of New Hampshire.

## Schriften
- Admissible numbers in the theory of probability, American Journal of Mathematics, Band 50, 1928, S. 535–552
- The teaching of the calculus of probability, Notre Dame Mathematical Lectures 1944
- Types of motion of the gyroscope, Transactions American Mathematical Society, Band 30, 1928, S. 737–764
- Geometry, algebra, and trigonometry by vector methods, Macmillan 1962